# 步兵夥友

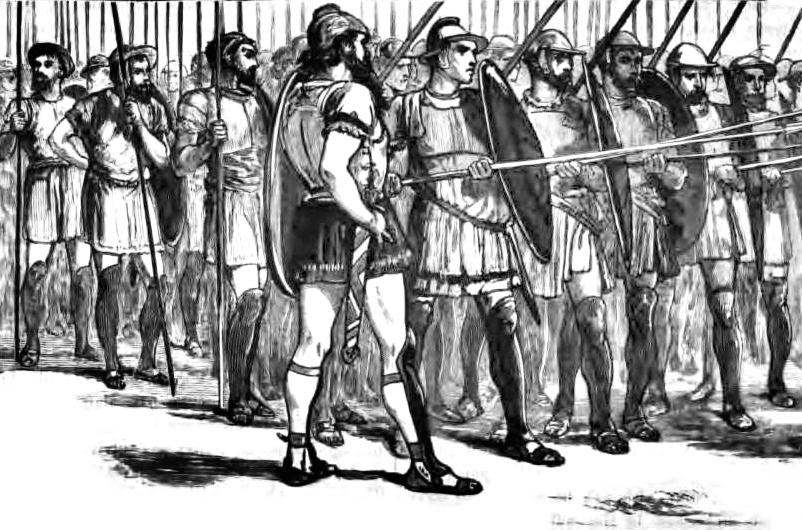
馬其頓方陣示意圖，步兵夥友通常組成這種陣形，並拿著比傳統希臘長槍還長的薩里沙長矛。

步兵夥友（古希臘語：πεζέταιροι ； pezhētairoi），或譯步行夥友。在字義上由希臘文中「步兵」（pezos）和「夥友」（hetairos）兩詞所組成。步兵夥友是馬其頓軍隊中的重裝步兵，原是馬其頓王國的國王步兵衛隊，後來在亞歷山大大帝時演變成馬其頓方陣重裝步兵，是馬其頓軍的主幹，此名稱持續在繼業者國家出現。
在亞歷山大大帝時，幾乎所有馬其頓方陣都是步兵夥友，步兵夥友因為手持長矛可以抵擋馬背上的敵人衝鋒，也可以在兵器的長度優勢上對抗其他步兵，因此可以有效對抗敵人的騎兵和步兵。

## 歷史
在馬其頓王國早期，步兵夥友是王國的精銳步兵團，據古代記載這支部隊由馬其頓國王亞歷山大所創建，這位國王或許是亞歷山大一世、更可能是亞歷山大二世。在一些古代文獻的殘篇中，說步兵夥友來選自馬其頓全境，並且選拔體格高壯之人，作為國王禁衛軍團，這顯示這時步兵夥友作用等同亞歷山大時期的持盾衛隊一樣，是國王禁衛步兵，作戰方式應與南方希臘城邦的希臘重裝步兵無異。在腓力二世繼位後初期，腓力率領約10,000人的軍隊對抗入侵的伊利里亞人，在這場戰役中提到的步兵精銳很可能是步兵夥友，並且主導了戰役勝利。
隨著腓力二世軍事改革，馬其頓方陣作戰方式引進軍中，並且成為軍隊主幹。很可能是這個時期腓力把禁衛軍團名字改成持盾衛隊，步兵夥友這個稱號給馬其頓方陣步兵，如果是這樣，那新式步兵夥友有在前338年擊敗希臘聯軍的喀羅尼亞戰役出場。另外，也有一種可能是亞歷山大大帝在東征前才更改名字，把原先禁衛軍的名字來榮譽馬其頓步兵，使馬其頓方陣步兵擁有「夥友」的殊榮。無論如何，當亞歷山大渡過海峽來到小亞細亞時，持盾衛隊是禁衛軍團，而步兵夥友是馬其頓重裝步兵。
亞歷山大大帝一開始的大軍中有12,000名馬其頓步兵，扣除3,000名持盾衛隊，那剩下9,000名應是步兵夥友。步兵夥友參與亞歷山大各大小戰役，擊敗各式部隊，征途從小亞細亞、埃及、美索不達米亞、伊朗高原、甚至遠達印度。
在希臘化時代，馬其頓安提柯王朝的重裝方陣則稱為銅盾兵和白盾兵。

## 裝備和戰術
在腓力二世軍事改革後，步兵夥友的主要武器是薩里沙長矛，這是一種相當長的長矛，由韌且彈性的山茱萸木所製造，遠比古典希臘重裝步兵的多律長槍還長很多。也因為使用這種長矛的緣故，它可以讓前五排士兵的槍頭超過方陣前緣，可以遠遠的就刺到敵兵，也讓馬其頓方陣有著更多的槍頭來攻擊，這些優勢幾乎使他們在方陣正面上銳不可當。
因為薩里沙長矛又長又重，需要兩隻手來使用，因此古代文獻記載馬其頓方陣步兵的盾牌使用較略小約60多公分的輕盾（pelta）。，其輕盾持在步兵左手前臂上，盾牌還用一條帶子懸掛在脖子上，使左手可以騰出來幫助持槍。另外，薩里沙因為太長，以至於單兵作戰時不利揮舞，它必須組成方陣才有威力。然而，在一些場合如攻堅戰、追擊戰、或在巴克特里亞和粟特的掃蕩戰，不適合使用薩里沙，他們可能裝備傳統的長槍，或是標槍，來因應戰鬥需要。文獻中沒有特別說明他們穿哪種鎧甲，很可能穿著亞麻胸甲。
雖然腓力改革使馬其頓方陣攻擊能力加強，但因受亞歷山大大帝戰術的影響，傳統認知上步兵夥友在戰術上的角色偏向防禦性，他們被認為是堅固的戰線，主要是釘住敵人、限制敵人行動，並用方陣如刺蝟般的長矛來挫措敵人士氣，這時再配合重裝騎兵，向敵人特定部份或暴露的側翼而作決定性打擊，這就是所謂的亞歷山大錘砧戰術，如前331年高加米拉戰役。但不可否認步兵夥友在一些戰役中亦擔當攻擊任務。
然而馬其頓方陣的缺點如優點般一樣明顯，它的地形適應差，變換陣形慢、脆弱的側翼都可能帶來致命，儘管步兵夥友在裝備上比希臘化時期的馬其頓方陣來得輕，訓練也較扎實，也常在一些不利地形組合馬其頓方陣，但在亞歷山大大帝東征時這一缺點有時仍暴露出來。

## 組織
前324年亞歷山大東征時，步兵夥友共有六個旅（taxeis），每旅人數可能為1,500人，該旅的士兵都來自馬其頓某一地區。從古代文獻的記載，這些旅的名字有時根據地區來源稱呼，有時以指揮官來稱呼。馬其頓奧勒提斯（Orestis）和林塞斯蒂斯（Lyncestis）地區的人口可能不夠多，因此合併為一旅。在亞歷山大進入印度前，隨著先前從馬其頓本土增援，在前327年出現了第七個步兵夥友旅。
- 在前334年格拉尼庫斯河戰役時，從右翼到左翼分別為：佩爾狄卡斯的奧勒提斯兼林塞斯蒂斯旅、科那斯的厄利苗提斯（Elimiotis）旅、阿敏塔斯旅、腓力的泰菲亞（Tymphaea）旅、克拉特魯斯旅、墨勒阿革洛斯旅[7]。

- 前333年伊蘇斯戰役時，從右翼到左翼分別為：科那斯旅、佩爾狄卡斯旅、克拉特魯斯旅、墨勒阿革洛斯旅、接替腓力的托勒密旅、阿敏塔斯旅[8]。

- 前331年高加米拉戰役時，從右翼到左翼分別為：科那斯旅、佩爾狄卡斯旅、墨勒阿革洛斯旅、接替托勒密的波利伯孔旅、阿敏塔斯旅（代理指揮官西米亞斯）、克拉特魯斯旅[9]。

- 前326年希達斯皮斯河戰役時，主戰列只有五個旅 從右翼到左翼分別為：新建的克利圖斯旅、墨勒阿革洛斯旅、接替阿敏塔斯的阿塔羅斯旅、克拉特魯斯旅（代理指揮官高爾吉亞）。另外克拉特魯斯率領一部分軍隊守在河西岸，其中可能包含兩個旅，分別為波利伯孔旅、接替佩爾狄卡斯的阿爾塞塔斯旅[10]。

## 星芒夥友
星芒夥友（Asthetairoi）是一支謎樣的部隊，它可能包含在步兵夥友之中，或可能是同等地位的部隊，或可能只是個榮譽銜。關於它的名稱意義也有很多爭論，有的學者認為它意味著「精銳夥友」、或「親密夥友」、
或是指上馬其頓的「城鎮夥友」。最新的解釋是它們的盾牌被冠上代表王家的八芒星而得此名。一些步兵夥友的旅（taxeis）會被冠上星芒夥友之名，可能這些部隊相比其他旅來得較精銳，或裝備來得較輕。甚至有學者認為星芒夥友是亞歷山大東征時期更換裝備的部隊，他們的裝備可能如古典希臘重裝步兵一般。從史料中可確認被冠上星芒夥友的方陣旅有阿敏塔斯旅、科那斯旅、佩爾狄卡斯旅、波利伯孔旅。

## 註腳
1. ↑  A Companion to Ancient Macedonia,  p. 447.
2. ↑  A Companion to Ancient Macedonia,  p. 450.
3. ↑  A Companion to Ancient Macedonia,  p. 456.
4. 1 2  Head, Duncan p.106
5. ↑  Markle 326
6. ↑  Head, Duncan p.105
7. ↑  阿里安, Alexander's Anabasis 1.14.2
8. ↑  阿里安, Alexander's Anabasis 2.8.3–4.
9. ↑  阿里安, Alexander's Anabasis 3.11.9–10.
10. ↑  Fuller, pp. 180–199.

## 來源
- F.E. Adcock. The Greek and Macedonian Art of War. California: 1957.
- J.F.C. Fuller. The Generalship of Alexander the Great. New Jersey: 1960.
- D. Lonsdale. Alexander, Killer of Men. Alexander the Great and the Macedonian Art of War. London: 2004.
- Head, Duncan (1982), "Armies of the Macedonian and Punic Wars 359-146 BC"
- Joseph Roisman, Ian Worthington (eds.), A Companion to Ancient Macedonia, Blackwell Publishing Ltd, 2010